# Врбица (Ливно)
Врбица је насељено мјесто у Босни и Херцеговини, у граду Ливну, које административно припада Федерацији Босне и Херцеговине.

## Географија
Врбица директно гледа на највећи врх Динаре — Троглав. У Врбици је 1991. живело 76 становника.
 Врбица је село, поред осталих оближњих села, познато по гостољубивости својих становника, који су, нарочито пре рата, дочекивали путнике на путу за приморје. Међу људима, који су потекли из Врбице, истиче се др Бранко Докић.

## Култура

### Манастир Врбица
Када су Врбицу окупирале снаге војске Републике Хрватске и припадника ХВО-а, запаљен је српски православни храм Силаска светога Духа у Врбици заједно са својим драгоценостима, осим икона које су спашене пре окупације.
Октобра 2009. године започети су свеобухватни санациони радови. Одлуком епископа бихаћко-петровачког господина Хризостома, црква у Врбици проглашена је манастиром. Манастир Врбица 5 је пети манастир у Епархији бихаћко-петровачкој. Очекује се званично проглашење манастира, а то подразуева доношење и усвајање одлука и докумената, као што је манастирски типик и др.

### Илирско гробље
Као што је то случај са неколико осталих оближњих села (нпр. Бастаси), у Врбици су нађене ископине из периода када су Илири живели на Ливањском пољу. Управо је Врбичко гробље и простор око цркве место где су нађени посмртни остаци, највероватније Илира. Пространство Ливањског поља слути на постојање још више таквих налазишта.

## Историја
Врбица је почетком XX века постала позната по Марку Лежеру, бившем припаднику мировних снага у БиХ, који је служио у околини Ливна. Наиме, после погибије у Авганистану, 17. априла 2002, Врбичани, у знак жаљења, послали су писмо саучешћа Лежеровој удовици у Канади.
Дирнута овим гестом, његова супруга Марлеј Лежер, одлучила је да се на оригиналан начин захвали Врбици и Врбичанима. Захваљујући њеној активности и жељи, обновљена је школа (парохијски дом) и православни храм — највећи у околини.
Током Другог светског рата, Врбица је остала позната по једном догађају који се дуго памти. Када је извршена офанзива на Дрвар, Тито се са својом војском повлачио према истоку. Није заобишао Врбицу, где је ноћио, не би ли се окрепио од жестоких окршаја с Немцима.

## Становништво
Становништво Врбице је српске националности, које се драстично смањило након последњег рата. Тренутно у селу живи мали број повратника.
| Националност       | 2013. | 1991. | 1981. | 1971. | 1961. |
| Срби               | 13    | 75    | 110   | 179   | 227   |
| Југословени        |       | 1     |       | 3     | 1     |
| Хрвати             |       |       |       | 3     | 1     |
| Македонци          |       |       |       | 1     |       |
| остали и непознато |       |       |       |       |       |
| Укупно             | 13    | 76    | 110   | 186   | 229   |

| Демографија | Демографија | Демографија |
| Година      | Становника  | Становника  |
| ----------- | ----------- | ----------- |
| 1961.       | 229         |             |
| 1971.       | 186         |             |
| 1981.       | 110         |             |
| 1991.       | 76          |             |
| 2013.       | 13          |             |

## Знамените личности
- Бранко Докић, српски политичар

## Галерија
- Црква и школа у Врбици гледане са Ливањског поља